# Carl Spitzweg
Carl Spitzweg (n. 5 februarie 1808, Unterpfaffenhofen (cartier al orașului Germering) – d. 23 septembrie 1885, München) a fost un pictor romantic și poet german. Este considerat ca fiind unul dintre cei mai importanți artiști din era Biedermeier.

## Galerie de imagini

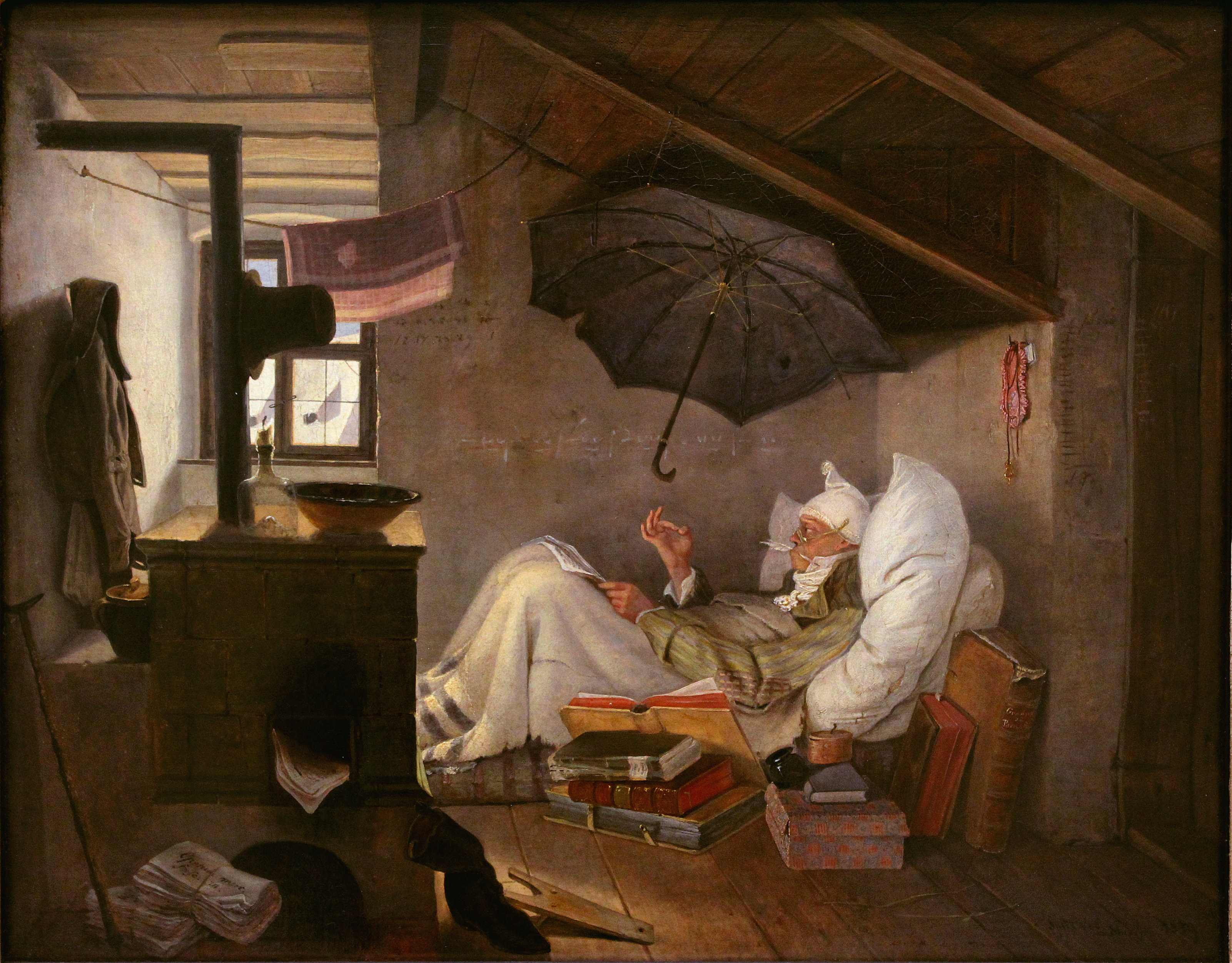
Sărmanul poet (1839)
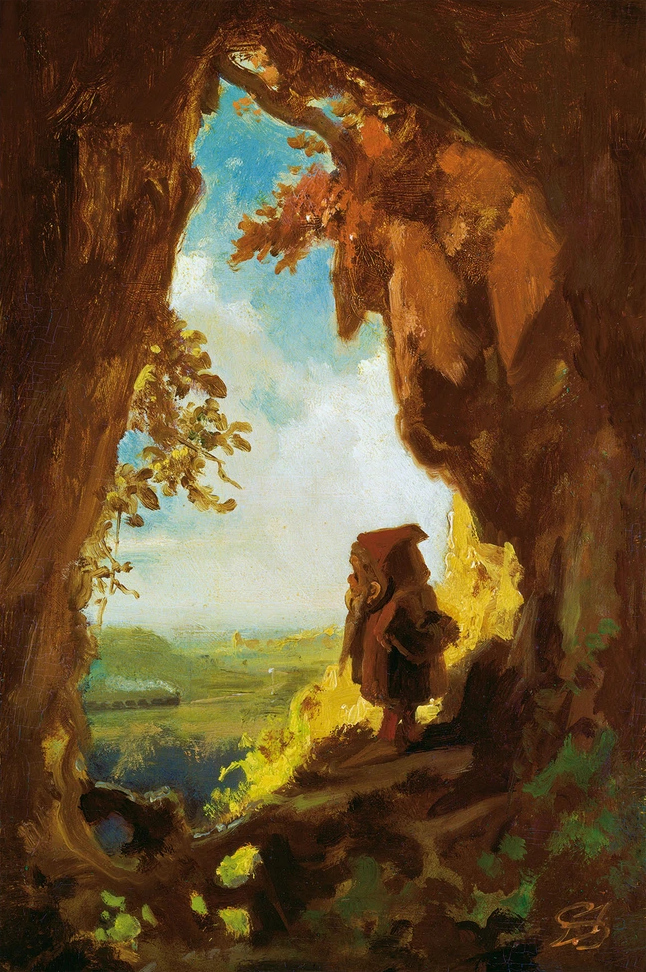
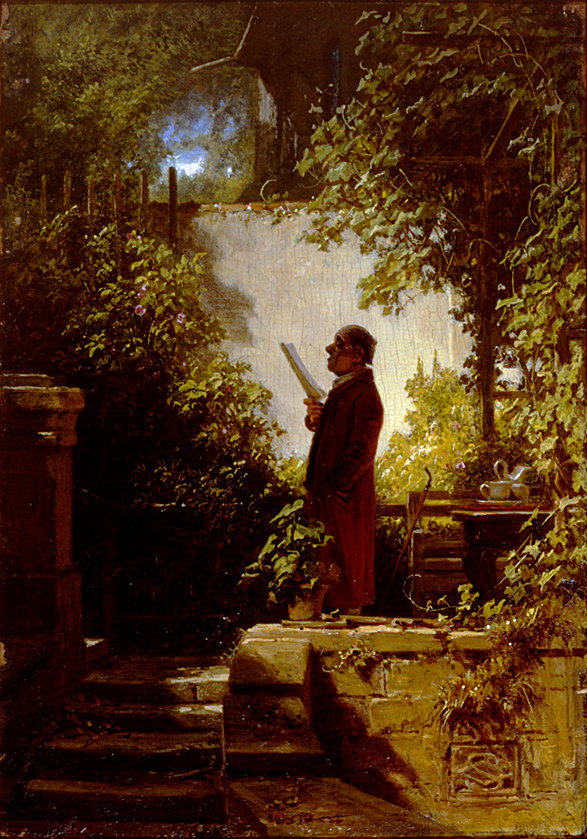